# Tenesor Semidan
Tenesor Semidán (batejat com a Fernando de Guanarteme) fou un líder guanxe. Va negociar amb la Corona de Castella un tractat vàlid per a totes les illes Canàries. Nasqué probablement el 1420 a l'illa de Gran Canària, de la qual n'era guanarteme ("rei") a l'arribada dels castellans.

## Història

### Inicis
Tenesor Semidan i Bentaguaire eren els fills del guanarteme del Gran Canària, Artemi Semidan (finals del segle xv), i van heretar el regne a la seva mort, però aviat va sorgir la lluita entre ambdós; Tenesor va vèncer però va haver de plantar cara a la revolta de l'usurpador Doramas i a continus intents d'invasió. El 1478 Juan Rejón i Pedro de Algaba van desembarcar a l'illa al capdavant d'una expedició de tropes castellanes i van ser derrotats per Tenesor.

### La col·laboració amb Castella
En 1481, Tenesor viatja a Castella per primera vegada i signa la Carta de Calatayud, pacte entre els Regnes de les Espanyes i el Regne de Canàries, el 30 de maig en Calataiud, capital d'Aragó, signant en nom del Regne de Canàries, i Ferran el Catòlic, Rei d'Aragó, en nom dels Regnes de les Espanyes. Els comandaments de l'exèrcit espanyol destinats a Canàries, obtingueren terres, i també els diferents menceyes o reis tribals que quedaren com a responsables polítics.

### Tenesor com a pacificador
A l'any següent a la signatura del tractat, alguns grups de rebels liderats per Guayarmina Semidan i el príncep Bentejuí es refugiaren a les muntanyes i mantingueren viva la resistència a Gran Canària. Tenesor Semidan es reuní amb ells per a tractar de convèncer-los que abandonessin la rebel·lió: el 29 d'abril de 1486, conversà amb Guayarmina Semidan, descendent com ell dels Semidan, i amb Bentejuí an la fortalesa d'Ansite. Després de la reunió, Guayarmina baixà i es lliurà, mentre que Bentejuí i el Faycan de Telde se suïcidaren seguint el ritual guanxe, llençant-se pel barranc d'Atis Tirma, dit així per ser aquesta la frase que la tradició narra que van exclamar al precipitar-se al buit (Visca la Muntanya sagrada).

### Cristianització
Traïdor i pusil·lànime per a uns, estadista i pacificador per a uns altres, fou un personatge de gran importància per a la incorporació pacífica d'algunes de les illes canàries a les corones dels Reis Catòlics, que van apadrinar el seu bateig, celebrat amb tot esplendor a les Corts Generals de la ciutat de Calataiud, el 30 de maig de 1481, dia de sant Ferran. Després del seu bateig, fou anomenat Don Fernando Guanarteme. Deixà descendència en les seves filles, la infanta Margarita Fernández i la infanta Catalina Hernández.

## Animadversió
Per participar en la conquesta de Canàries, Tenesor Semidán és un personatge històric que gaudeix d'una animadversió popular a l'arxipèlag canari passant a la tradició posterior com a traïdor per antonomàsia de la seva terra i la seva cultura.